# Grand Theft Auto: Liberty City Stories
Grand Theft Auto: Liberty City Stories – komputerowa gra akcji wydana przez studio Rockstar Games. Jest to siódma gra z serii Grand Theft Auto. Liberty City Stories została wydana na konsolę PlayStation Portable 25 października 2005. W późniejszym okresie wydano też wersję na PlayStation 2 – 6 czerwca 2006, a także na platformy mobilne: iOS – 17 grudnia 2015 oraz Android – 11 lutego 2016.
Twórcą gry jest firma Rockstar Leeds. Rockstar North – twórcy poprzednich części serii współpracowali z Rockstar Leeds podczas produkcji GTA: LCS. Wydawcą tak jak w poprzednich częściach serii jest Rockstar Games.

## Fabuła
Akcja GTA: LCS rozgrywa się w 1998 roku, trzy lata przed wydarzeniami przedstawionymi w Grand Theft Auto III, w fikcyjnym mieście Liberty City wzorowanym na Nowym Jorku.
Głównym bohaterem gry jest Toni Cipriani – postać, dla której można było pracować w Grand Theft Auto III. W ciągu fabuły gry będą występować postacie, które znajdowały się w wątku fabularnym GTA III oraz GTA Vice City.

## Postacie
- Toni Cipriani – głosu użyczył mu Danny Mastrogiorgio.
  - Przynależność: Rodzina Leone.
- Salvatore Leone – głosu użyczył mu Frank Vincent.
  - Przynależność: Rodzina Leone.
- Giovanni Casa – głosu użyczył mu Joel Jones.
  - Przynależność: Rodzina Cipriani.
- Paulie Sindacco – głosu użyczył mu Jeff Gurner.
  - Przynależność: Rodzina Sindacco.
- Vincenzo Cilli – głosu użyczył mu Joe Lo Truglio.
  - Przynależność: Rodzina Leone.
- Kazuki Kasen – głosu użyczył mu Keenan Shimizu.
  - Przynależność: Yakuza.
- Leon McAffrey – głosu użyczył mu Ron Orbach.
  - Przynależność: Liberty City Police Departament.
- JD O’Toole – głosu użyczył mu Greg Wilson.
  - Przynależność: Rodzina Leone.
- Jane Hopper – głosu użyczyła jej Gordona Rashovich.

## Odbiór gry
Gra spotkała się z pozytywnym odbiorem recenzentów, uzyskując w wersji na konsolę PSP według agregatora Metacritic 88/100, a na PlayStation 2 78/100 punktów. Z raportu Take-Two Interactive z 26 marca 2008 roku wynika, że sprzedano 8 milionów egzemplarzy Liberty City Stories.